# Franz Mayor de Montricher
Pour les articles homonymes, voir Montricher (homonymie).
Jean François Mayor de Montricher né le 19 avril 1810 à Lully dans le canton de Vaud en Suisse et mort à Naples en Italie le 28 mai 1858 est un ingénieur suisse, naturalisé français en 1833.
Polytechnicien et ingénieur du corps des ponts et chaussées, il est célèbre pour les nombreux travaux qu'il réalisa à Marseille et dans sa région dont le canal de Marseille et l'aqueduc de Roquefavour. Mort durant l'assèchement du lac Fucin en Italie, les Marseillais organisèrent de remarquables funérailles à l'approvisionneur de Marseille en eau potable pérenne.

## Biographie

### Enfance
Jean François Mayor de Montricher naît à Lully dans le canton de Vaud en Suisse au château de Lully, de l'union entre Marie Nicolette Pauline Françoise Chamot et Jean Charles Louis Mayor de Montricher. Il part en pension en 1818 avec son frère à Gottstatt dans le canton de Berne, puis rejoint à l'âge de 13 ans son père négociant installé à Marseille avec toute sa famille dans un domicile situé rue Grignan.

### Formation
Jean François effectue ses études secondaires au lycée de Marseille, actuel lycée Thiers. En 1827, il est reçu 17e au concours d'entrée à l'École Polytechnique et en sort classé 9e en 1829. Il choisit ensuite l'École des ponts et chaussées dont il sort major diplômé en 1832. 
Parallèlement à ses études scientifiques, il suit des cours de musique de Galey et de peinture avec Léon Cogniet. Élève-ingénieur dans les Basses-Alpes, il y complète ses études géologiques puis accompagne Lami, ingénieur des mines, en voyage d'études en Angleterre et Midi de la France en tant qu'attaché pendant un an au département de la Loire.
Louis-Philippe Ier naturalise français par ordonnance « l'aspirant ingénieur des Ponts-et-Chaussées ».

### Famille
Jean-François appartient à une famille protestante de baronnie patrimoniale suisse propriétaire du château de Lutry. Fils de Jean-Charles Louis de Montricher et de Colette Marie Chamot, il se marie en 1839 avec Sophie Mathilde Rogers. À son décès dû à une typhoïde, il laisse six enfants et un septième à titre posthume.

## Carrière professionnelle
Il est d'abord attaché au secrétariat du Conseil général des ponts et chaussées, puis nommé dans l'arrondissement de Die en 1833.
Il étudie des routes et pense déjà à des travaux de dérivation des eaux de la Durance. Il seconde ensuite l'ingénieur en chef, de Kermaingant, pour la réalisation de la ligne de chemin de fer Marseille-Avignon et son projet de ligne directe est retenu au départ par l'ingénieur en chef et la Chambre de commerce de Marseille. Toutefois, c'est finalement le tracé concurrent de Paulin Talabot, passant par Arles et qui fut défendu à l'Assemblée nationale par Lamartine, qui sera finalement construit et mis en service en 1848.
De Kermaingant chargé de l'étude du canal de Marseille, se sentant trop âgé, laisse ce projet à de Montricher qu'il avait apprécié pour ses propositions du chemin de fer Marseille-Avignon.

### Le canal de Marseille
En 1836, nommé ingénieur du département, il est attaché à l'arrondissement de Marseille. Il travaille sur le projet de canal de dérivation de 82 km des eaux de la Durance pour l'alimentation de la ville phocéenne. La municipalité et les Ponts-et-Chaussées retiennent son projet de canal gravitaire en tracé direct plutôt qu'un passage par Aix-en-Provence ainsi qu'un pont-aqueduc plutôt qu'un pont-siphon. Ce sera le canal de Marseille dont il dirige les travaux de constructions de 1838 à 1848 avec l'ouvrage d'art colossal l'aqueduc de Roquefavour.

#### Pont-aqueduc de Roquefavour

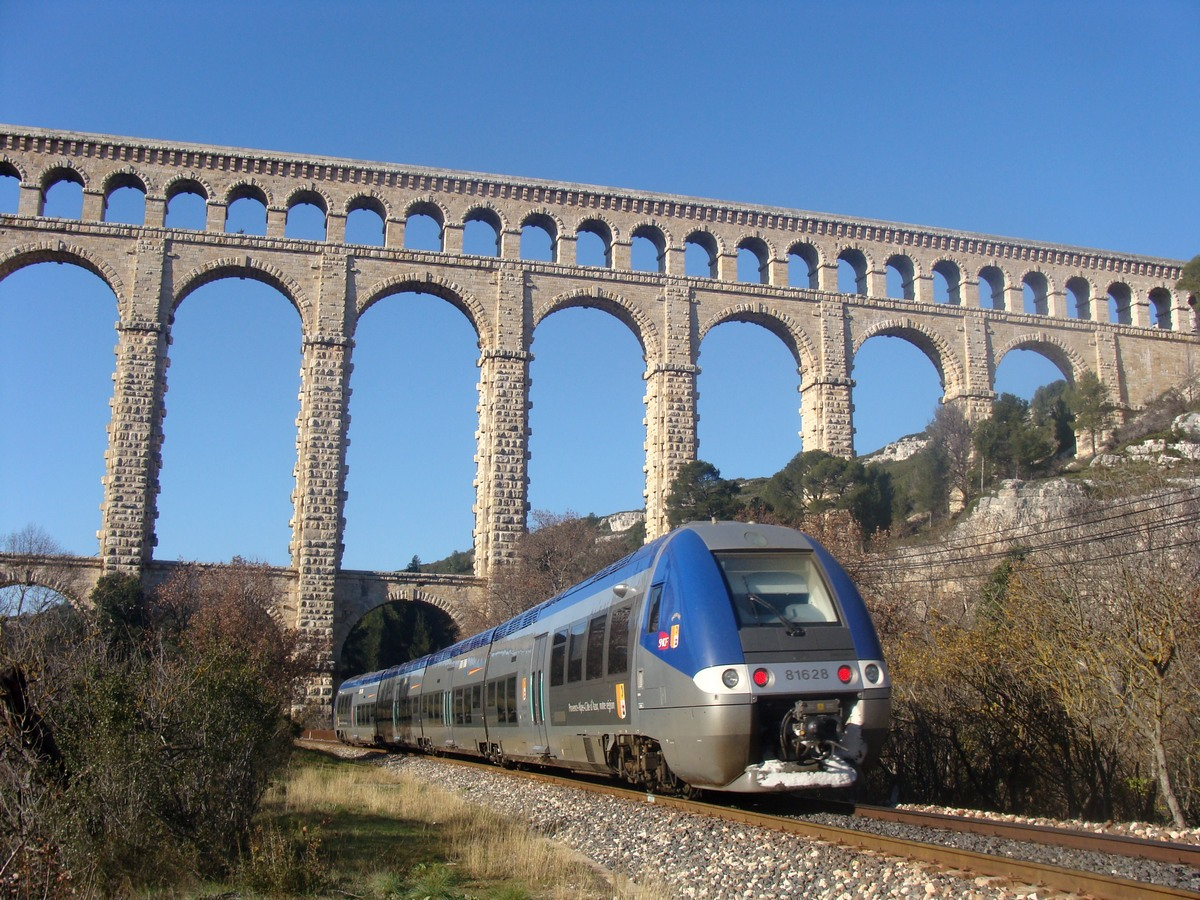
L'aqueduc de Roquefavour.

Entre 1840 et 1847, il réalise la construction du pont-aqueduc de Roquefavour et s'implique en défendant la réalisation d'un pont-aqueduc versus un pont-siphon proposé par les ingénieurs Gendarme et Villeneuve. 
En 1842, il s'oppose au tracé de la voie de chemin de fer entre Avignon et Marseille proposé par Paulin Talabot et Charles Didion. Il défend le projet passant par la vallée de la Durance.
Montricher est nommé ingénieur en chef des ponts et chaussées en 1843 et est chargé du département des Bouches-du-Rhône en 1848. Ses fonctions sont étendues au service maritime et aux voies de chemin de fer du tronçon sud de la ligne Lyon-Marseille.

### L'assèchement du Lac Fucin
À la demande du prince Torlonia, Montricher étudie le projet d'assécher le lac Fucin, situé dans les Abruzzes en Italie. À partir de juillet 1854, il dirige le début des travaux. Il a pour adjoints deux ingénieurs français, MM. Bermont et Alexandre Brisse. Le dernier écoulement commence le 20 janvier 1870. Les terres les plus basses ne sont mises à sec qu'en juin 1875.
En 1856, il accepte la demande de Paulin Talabot d'étudier un réseau de chemin de fer en Italie méridionale, l'année suivante, il dirige les travaux du chemin de fer à Marseille.

### Modernisation de Marseille
En 1857, il quitte les services de l'État pour diriger le service municipal de Marseille tout en continuant son activité d'assèchement du lac de Fucin[réf. nécessaire]. Il participe à la vente des terrains de La Joliette comme expert et garant de l'administration des finances. Il lance le projet d'assainissement de la ville avec un égout de ceinture et soumet devant Eugène Rouher le plan de développement des ports.

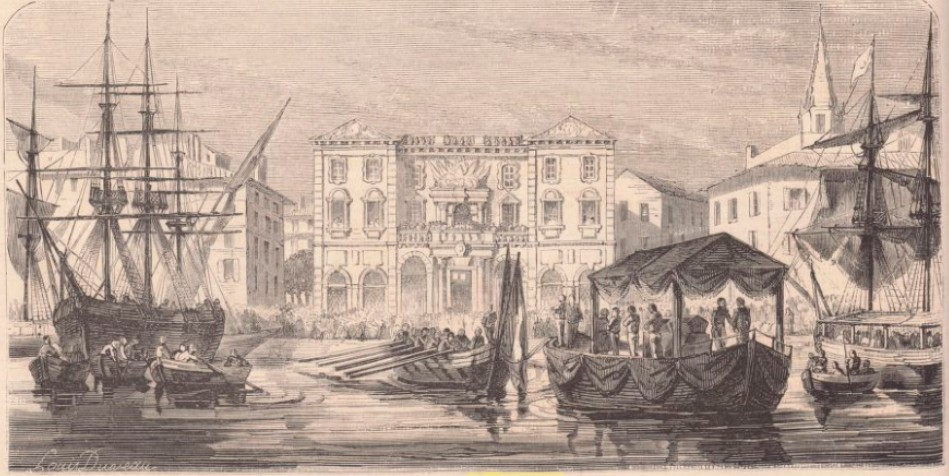
Accueil du corps de Jean François Mayor de Montricher rapatrié d'Italie par la municipalité de Marseille.

Durant la révolution de 1848 il organise des ateliers communaux pour les chômeurs, lesquels s'occupent notamment d'achever les travaux de la corniche et d'aménager la place Saint-Michel, aujourd'hui place Jean-Jaurès.
Il est également l'artisan d'un plan général de circulation et d'agrandissement réfléchi dans son ensemble contrairement aux développements désordonnés depuis une vingtaine d'années.
Il ne peut le réaliser car il meurt de fièvre typhoïde en Italie en 1858 pendant une visite des travaux d'assèchement du lac Fucin.

## Distinctions
- 1839 : chevalier de la Légion d'honneur[8].
- 1852 : officier de la Légion d'honneur[9].